# Crataegus berberifolia
Crataegus berberifolia — вид квіткових рослин із родини трояндових (Rosaceae).

## Біоморфологічна характеристика
Це кущ або дерево 6 метрів заввишки. Нові гілочки оранжево-коричневі або зелені з червоним відтінком, ± запушені, 1-річні коричневі, старші сірі; колючки на гілочках ± прямі або вигнуті, 2-річні блискучі від чорного до каштаново-коричневого кольору, тонкі або міцніші, (2)3–4(6.5) см. Листки: ніжки листків 4–6 мм, ± голі; листові пластини від вузько-зворотно-яйцеподібної до зворотно-яйцеподібної форми, (2.5)3(4) см, часток 0, краї дрібно городчаті або пилчасті, за винятком основи або тільки за найширшою частиною, верхівка від субгострої до тупої. Суцвіття 8–12-квіткові. Квітки 10–20 мм у діаметрі. Яблука червонувато-жовті, субкулясті, 8–10 мм у діаметрі.

## Поширення
Зростає на південному сході США — Алабама, Джорджія, Луїзіана, Міссісіпі, Техас).